# 联合左翼联盟
联合左翼联盟是爱尔兰的一个已不存在的由左翼政党和独立政治人物组成的选举联盟，目的是一起参加2011年的爱尔兰大选，現今已經解散。当时该联盟由社会党、人民先于利润、工人和失业行动以及过去工党的成员组成。该联盟的意识形态为民主社会主义、反资本主义、工联主义、托洛茨基主义。
2010年11月初宣布同盟組成，並於2010年11月29日正式在都柏林成立。在2011年的大选中，20名候選人共有5人當選，共得2.6%的选票。
2012年10月2日，由于与其它內部方針不同，工人和失业行动退出联盟。2013年1月社会党也离开联盟，后来与其它党派一起建立团结黨。
2013年3月瓊·考琳絲离开人民先于利润后联盟内部重新定向，克莱尔·达賴爾和其他一些政治家在联盟内成立了一个名为联合左翼的新平台或组织。
2013年底，该联盟事实上解散。

## 成立
2010年11月末爱尔兰绿党宣布将离开与爱尔兰共和党组成的联合政府，因此2011年初将举行大选。11月24日政府在未来4年内实施紧缩政策来客服金融危机的计划被公开。次日，11月25日在一次记者招待会上宣布联盟成立。
2011年1月11日有报道说爱尔兰议会内的工党成员因为对工党大选会议结果不满加入联合左翼联盟。雷·菲茨帕特里克被选为联合左翼联盟/社会党议会候选人。另一名候选人里安姆·顿普尔顿决定离开联合左翼联盟成为无党派候选人。
2011年2月斯萊戈郡郡长和前工党人士戴克伦·布里带领他的独立社会主义团体加入联合左翼联盟。布里将在斯萊戈郡北选区参加大选。2010年11月布里参加创办联合左翼联盟的讨论，但是由于就增加其他候选人如凯瑟琳·康诺利的问题上发生歧异而中止。联合左翼联盟也获得一个小托洛茨基主义党派社会主义民主的支持。爱尔兰共和社会党允许其成员以个人身份协助联合左翼联盟组织其选举活动，同时也批评联合左翼联盟缺乏革命和反帝国主义平台。一些其它左翼党派如工人党和爱尔兰共产党没有参加联合左翼联盟，但是在意见相同的情况下与之合作。
在2011年大选的选票上没有联合左翼联盟，联盟的候选人列在他们各自的党派里，或者被列为无党派。原因是2月25日选举那天联合左翼联盟被正式认可为政治党派的过程还没有结束，因此联合左翼联盟还不是一个被认可的政治党派。
在2012年4月在都柏林举办的第二次联合左翼联盟大会上两名非联盟成员被选入指导委员会。

## 政策
联合左翼联盟声明它希望在大选后能够防止爱尔兰统一党-工党合作政府的组成。他们反对裁剪公共开支、裁剪社会福利和支付，他们排除与他们称之为“右翼党派”的共和黨和爱尔兰统一党合作的可能性。联盟的成员党派一致同意的政策包括七项“关键要求”。

## 2011年选举候选人
一开始联盟说将在2011年的大选中推选20名候选人。2月14日联盟的确推选了20名候选人。5人当选。

## 第31届下议院工作
当选的5名联合左翼联盟议员和其他11名无党派议员一起组成一个技术组。
2011年4月政治杂志《凤凰》报道说联合左翼联盟分成两个社会党和人民先于利润两个阵营，“在每周的联合左翼联盟内部会议和技术组的会议上两个阵营之间的矛盾非常明显。理查德·博伊德·巴雷特和乔·希金斯除了在必要情况下互相交谈来完成最基本的谈话外基本上不与对方说话。”
6月27日联合左翼联盟在都柏林解放厅举办第一次全国大会。约400人参加。联合左翼联盟没有规章和章程规定其成员怎样可以直接参加干部选举或者决定党的政策。它由一个“指导委员会”管理，委员会的成员来自社会党、人民先于利润和工人和失业行动的代表。本来这是一个临时措施因为组成联合左翼联盟的党派就联盟的程序不能达成一致。2012年2月10日《凤凰》杂志报道说联盟内部的关系“下降到杀气重重”，各党派间“公开开战”。指导委员会决定2012年1月末举办全国大会并把这个决定于2011年11月通知给所有党员。后来大会的日期改为2012年4月28日。大会选举了两名与原来成立时的三个党派无关的人员入指挥委员会。
2011年9月一个全国性运动抵制向爱尔兰每户收100欧元的计划爆发。联合左翼联盟及其组成党派积极参加这次运动，参加运动的还有其它党派和政治组织如工人党、工人团结运动（一个无政府主义组织）、起來、一些新芬黨成员和许多无党派活动家和居民。理查德·博伊德·巴雷特保证“一个大众抵抗运动”，乔·希金斯也保证“一个政治上和组织上非常非常大的运动”。联合左翼联盟议员们抗议2011年9月13日特蕾莎·特里希被捕事件。特里希因为拒绝爱尔兰电力机关要在她的地上建造高压电线杆被判藐視法庭被捕。
在与2011年爱尔兰总统大选同时进行的两项宪法修正案投票中联合左翼联盟支持第29项修正案（降低法官薪水），反对第30项修正案（议会调查）。2011年社会党/联合左翼联盟参加都柏林西选区补选选举，获得21.1%的选票，继工党和共和黨后名列第三失败。
2011年11月2日新芬党和联合左翼联盟议员走出议院大厅抗议政府决定就向英愛銀行清还7亿多欧元贷款不进行议会讨论的决定。
他们活动反对第30项宪法修正案（2012年欧盟要求爱尔兰紧缩其公共支出）。

### 旅行费用争议
2012年有人指责三名联合左翼联盟议员科林斯、戴利和希金斯滥用他们的旅行支费。他们报销的旅行支费不是用来执行议员在选区里的工作或者从他们的选区去议院，而是被用在去参加反对政府预算的会议上。科林斯也承认把费用使用到反对预算的活动上，她说她将偿还这些费用。巴雷特没有报销他的选区外的费用，希里没有报销任何去参加反预算运动的旅行。后来爱尔兰公共支出部长确认议员可以报销他们的选区外的支出。联合左翼联盟和社会党因此说整个故事是“独立报纸制造的复仇抹黑运动”。

### 华莱士丑闻
2012年6月下议院议员米克·华莱士蓄意逃避增值税的新闻被证实。虽然华莱士不是联合左翼联盟成员，但是在技术组里他与联合左翼联盟的议员，尤其与戴利关系很好。工人和失业行动议员希里立刻呼吁华莱士辞职，说他的行为“彻底和完全错误和不容接受”。来自都柏林北选区的社会党党人戴利拒绝呼吁华莱士辞职。2012年8月31日戴利离开社会党。社会党说“我们相信戴利女士退出党因为她把与无党派议员米克·华莱士的政治关系置于在社会党的政治地位和工作之上。”戴利说希望作为无党派人士留在联合左翼联盟内。9月3日社会党发布声明作为回应怀疑她留在联合左翼联盟内的可能性，说“她对自己造成了重大损害，对社会党和联合左翼联盟也造成了损害”。2012年10月8日戴利出现在TV3的一个节目里，并回答了她为什么离开社会党的问题。她说“他们没有关注……打造联合左翼联盟”，说她离开社会党有很长时间里积累的“许多原因”。戴利也谴责了米克·华莱士逃避增值税的“行动”。

### 工人和失业行动和社会党离开
2012年10月2日工人和失业行动离开联合左翼联盟。党主席希利说工人和失业行动要求华莱士辞职的呼吁受联盟内其他党派一些人士阻碍。该党说在联合左翼联盟外该党能够更加有效地为“税收平等和保卫公共服务”行动。在其声明中还提到社会党的“分裂活动”，说社会党试图通过削弱联合左翼联盟扩张自己的党员数目。
2012年12月社会党声明说“我们将减少参加联合左翼联盟的活动”。2013年1月26日社会党宣布离开联合左翼联盟。

### 联合左翼党的成立
2013年4月戴利和科林斯宣布正式登记联合左翼党，并说该党将于2013年5月成立。